# Гиричеве
Гиричеве — гідрологічна пам'ятка природи місцевого значення. Об'єкт розташований на території Черкаського району Черкаської області, Креселецьке лісництво квартал 86 виділи 20, 21.
Площа — 12,2 га, статус отриманий у 2008 році.